# Repentless
A Repentless a Slayer thrash metal együttes 2015. szeptember 11-én megjelent tizenkettedik, egyben  utolsó stúdióalbuma. Ez volt a zenekar történetében az egyetlen lemez, melyen nem játszott a 2013-ban elhunyt alapító gitáros Jeff Hanneman. Tom Araya énekes/basszusgitáros és Kerry King gitáros mellett Paul Bostaph dobos és Gary Holt, az Exodus gitárosa vett részt a lemezfelvételen. Bostaph utoljára a 2001-es God Hates Us All albumon szerepelt a Slayerben.
A Repentless az első Slayer-album, mely a Nuclear Blast kiadó gondozásában jelent meg. Az album a Billboard 200-as lemezeladási listán a 4. helyet szerezte meg, Németországban pedig listavezető lett. A dalok többségét Kerry King írta, de a Piano Wire képében egy Hanneman-szerzemény is felkerült a lemezre. Az album producere Terry Date volt.
A címadó Repentless, valamint a You Against You és a Pride in Prejudice dalokhoz egy összefüggő történetet elbeszélő videóklip trilógiát forgattak Danny Trejo főszereplésével.

## Dalok
1. Delusions of Saviour – 1:55 (King)
2. Repentless – 3:19 (King)
3. Take Control – 3:14 (King)
4. Vices – 3:32 (King)
5. Cast the First Stone – 3:43 (King)
6. When the Stillness Comes – 4:21 (King)
7. Chasing Death – 3:45 (King)
8. Implode – 3:49 (King)
9. Piano Wire – 2:49 (Hanneman)
10. Atrocity Vendor – 2:55 (Araya, King)
11. You Against You – 4:21 (King)
12. Pride in Prejudice – 4:14 (King)

## Közreműködők
- Tom Araya – basszusgitár, ének
- Kerry King – gitár
- Gary Holt – gitár
- Paul Bostaph – dob

## Listás helyezések
| Lemezeladási lista (2015)                     | Legjobb helyezés |
| --------------------------------------------- | ---------------- |
| Ausztrália (ARIA Top 50 Albums)               | 3                |
| Ausztria (Ö3 Austria Top 40)                  | 6                |
| Belgium (Ultratop Flandria)                   | 4                |
| Belgium (Ultratop Vallónia)                   | 7                |
| Kanada (Billboard Canadian Albums Chart)      | 3                |
| Dánia (Hitlisten Album Top 40)                | 9                |
| Hollandia (Dutch Charts Album Top 100)        | 2                |
| Finnország (Musiikkituottajat Albumit Top 50) | 3                |
| Franciaország (SNEP Album Top 100)            | 7                |
| Németország (Media Control Top 100 Album)     | 1                |
| Írország (IRMA)                               | 15               |
| Olaszország (FIMI Album Top 20)               | 8                |
| Japán (Oricon)                                | 10               |
| Új-Zéland (Recorded Music NZ Top 40 Albums)   | 8                |
| Norvégia (VG-lista Album Top 40)              | 6                |
| Lengyelország (ZPAV Album Top 50)             | 2                |
| Portugália (AFP Top 30 Albums)                | 4                |
| Svédország (Sverigetopplistan Top 60 Albums)  | 5                |
| Svájc (Schweizer Hitparade Top 100 Albums)    | 3                |
| Egyesült Királyság (UK Albums Chart)          | 11               |
| USA Billboard 200                             | 4                |

## Külső hivatkozások
- Slayer hivatalos honlap
- Encyclopaedia Metallum – Repentless